# Linnie Marsh Wolfe

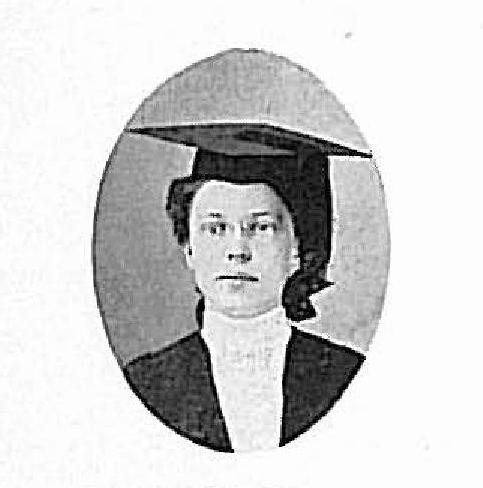
Linnie Marsh im Whitman College Jahrbuch, 1906

Linnie Marsh Wolfe (* 8. Januar 1881 in Big Rapids, Michigan; † 15. September 1945 in Berkeley, Kalifornien) war eine US-amerikanische Bibliothekarin und Biographin. Sie gewann 1946 posthum den Pulitzer-Preis für Biographie für ihre 1945 erschienene Biographie über John Muir mit dem Titel Son of the Wilderness: The Life of John Muir.

## Biographie
Linnie Marsh wurde als Tochter von Daniel Marsh und Flora (Badger) Marsh geboren. Sie schloss 1907 das Whitman College in Walla Walla, Washington, mit einem Bachelor und das Radcliffe College in Cambridge, Massachusetts, mit einem Master ab. Sie absolvierte die Bibliotheksschule der University of Southern California und war Studentin an der University of Washington und der University of California. Sie arbeitete als Lehrerin in Washington, D.C. und als Bibliothekarin in öffentlichen Bibliotheken und High Schools in Los Angeles, Kalifornien. 1924 heiratete sie Roy Wolfe. Sie hatten keine Kinder.
Während ihrer Arbeit als Bibliothekarin interessierte sich Wolfe für das Werk des Naturforschers und Autors John Muir. Sie organisierte Ausflüge für Schulkinder zu Muirs Haus in Martinez, Kalifornien, sprach im Radio über ihn und wurde Sekretärin der John Muir Association. Einige von Muirs Tagebüchern waren zuvor von William F. Badè veröffentlicht worden und Wolfe wurde gebeten, Muirs unveröffentlichte Tagebücher und Notizen zu bearbeiten. John of the Mountains: The Unpublished Journals of John Muir erschien 1938 bei Houghton Mifflin. Nach der Veröffentlichung bat sie Alfred Abraham Knopf Sr., eine Biographie über Muir zu schreiben. Wolfe interviewte Muirs Töchter, Wanda Muir Hanna und Helen Funk Muir, und andere Familienmitglieder und Mitarbeiter. Son of the Wilderness: The Life of John Muir wurde im Mai 1945 von Alfred A. Knopf, Inc. veröffentlicht. Die Kritiken waren gemischt, und Wolfe wurde für ihre „planlose“ Dokumentation und ihren Mangel an kritischem Urteilsvermögen kritisiert. Der Muir-Biograph und Umwelthistoriker Donald Worster merkt an, dass Wolfes Biographie größtenteils auf ihren Interviews basiert, die nicht aufgezeichnet wurden und die „für den dramatischen Effekt verschönert“ erscheinen. Char Miller kritisierte Wolfe dafür, dass sie ein Gespräch zwischen Muir und Gifford Pinchot aufgenommen hat, für das es keine dokumentarischen Belege zu geben scheint.
Wolfe starb in einem Pflegeheim in Berkeley, Kalifornien. Sie erlebte die Verleihung ihres Pulitzer-Preises im Mai 1946 nicht mehr. Eine Sammlung von Wolfes Materialien sind Teil der John Muir Collection in der Western Americana Collection an der University of the Pacific in Stockton, Kalifornien.